# Heike Kern
Heike Kern (* 1963 in Frankfurt am Main) ist eine deutsche Künstlerin, die sich vor allem mit Objektkunst und räumlicher Kunst beschäftigt. Sie ist Professorin für Künstlerisches Gestalten an der RPTU in Kaiserslautern.

## Biografie
Heike Kern studierte von 1982 bis 1990 Bildende Kunst und Germanistik an der Universität Mainz und schloss mit dem Ersten Staatsexamen für das Lehramt ab. Nach mehreren Auslandsaufenthalten (USA, England, Italien, Schweiz) wurde sie 2003 vom Fachbereich Architektur der TU Kaiserslautern (Nachfolger: RPTU Kaiserslautern-Landau) auf eine Professur berufen.

## Preise und Auszeichnungen (Auswahl)
- Kunststipendium des Landkreises Donnersbergkreis
- Visiting artist in residence, School of the Art Institute of Chicago
- Visiting Artist, School of the Museum of Fine Arts, Boston
- Reisestipendium des Landes Rheinland-Pfalz für Lincoln/GB
- Förderpreis des Landes Rheinland-Pfalz
- Rompreis Villa Massimo, Rom
- Stipendium des Kulturzentrums Nairs in der Schweiz

## Ausstellungen (Auswahl)
- 2018 Plastik, Zeichnungen, Museum Boppard
- 2015 Figura Serpentina. Galerie im Palais Walderdorff, Trier
- 2014 Punkt und Linie zu Raum. Architekturgalerie Kaiserslautern
- 2013 Linien. galerie oqbo. Berlin
- 2012 Linien. dok25a. Düsseldorf
- 2007 Linien. Nassauischer Kunstverein, Wiesbaden
- 2002 linil. Arbeiten 1992-2002. Museum Pfalzgalerie. Kaiserslautern
- 2000 linientreu. Städtische Galerie Würzburg